# Chichwi
Chichwi (gruz. ხიხვი) – gruziński szczep winorośli uprawiany głównie w regionie Kachetii na wschodzie kraju na prawym brzegu rzeki Alazani. Częściowo również w regionie Kartlii.
Pochodzenie nazwy oraz samej odmiany pozostaje nieznane. W dystryktach Telawi oraz Achmeta odmiana ta znana jest pod nazwą Januara, pochodzącą od nazwy wsi Janaani w dystrykcie Achmeta. W różnych regionach Gruzji hodowane są różne odmiany tego samego szczepu, różniące się nazwą zwyczajową. Według historyka Iwane Dżawachiszwilego odmiana ta jest jedną z najstarszych w Gruzji, starszą nawet od szczepu Rkaciteli.

## Morfologia
Krzew średniej wielkości z dużymi okrągłymi trójklapowymi liśćmi. Grona średniej wielkości, stożkowate i luźne. Owoce średniej wielkości o barwie zielonkawożółtej z plamami po nasłonecznionej stronie, charakteryzują się cienką skórką oraz soczystym miąższem.
Podobnie jak inna gruzińska odmiana kachuri mtswane, wykazuje się dużą podatnością na mączniaka prawdziwego oraz oidium, odporna natomiast na pasożytnicze działanie roztoczy z rodziny przędziorkowatych.
Chichwi kwitnie od połowy kwietnia, a owoce dojrzewają we wrześniu od początku miesiąca do jego drugiej połowy. W związku z długim czasem zawiązywania owoców zalecane jest uprawianie odmiany na wyższych wysokościach oraz w chłodniejszych miejscach.

## Zastosowanie
Odmiana stosowana do produkcji wysokiej jakości białych win stołowych oraz deserowych. Wina z odmiany chichwi wytwarzane są zarówno metodą europejską jak i tradycyjnym gruzińskim sposobem w naczyniu Kwewri. Styl europejski nadaje winu żywiczne aromaty bukszpanu, wino w stylu kwewri natomiast charakteryzuje się aromatem żółtych owoców oraz moreli. Domieszki wina tej odmiany były również stosowane do poprawy jakości innych, bardziej rozpowszechnionych win gruzińskich takich jak rkatsiteli i mtsvane.